# Вулиця Небесної Сотні (Умань)
Ву́лиця Небесної Сотні — вулиця в Умані.

## Розташування
Починається від центральної площі Соборності і простягається на південний схід до перехрестя з вулицями Челюскінців, Праці та Шолом-Алейхема.

## Опис
Вулиця неширока, по 1—2 смузі руху в кожен бік. На ділянці від початку до вулиці Некрасова рух по ній здійснюється у зворотному напрямку. В кінці напрямки руху роз'єднані.

## Походження назви
Вулиця названа на честь героїв Небесної Сотні.

## Будівлі
По вулиці розташовані дитяча бібліотека, меморіальний комплекс «Вічний вогонь», гуманітарно-педагогічний коледж, церква Святого Миколи, центральний ринок. На вулиці знаходяться багато історичних будинків, які є архітектурними пам'ятками — готель «Лондон» 1901 року (№ 10, корпус швейної фабрики), готель «Бристоль» 1901 року (№ 14, корпус швейної фабрики), вище міське народне училище 1892 року (№ 33, коледж), Василіянський монастир 1764—1784 років (№ 31), церква Святого Миколи 1812 року (№ 39). В самому кінці вулиці ліворуч розташований завод Мегомметр.

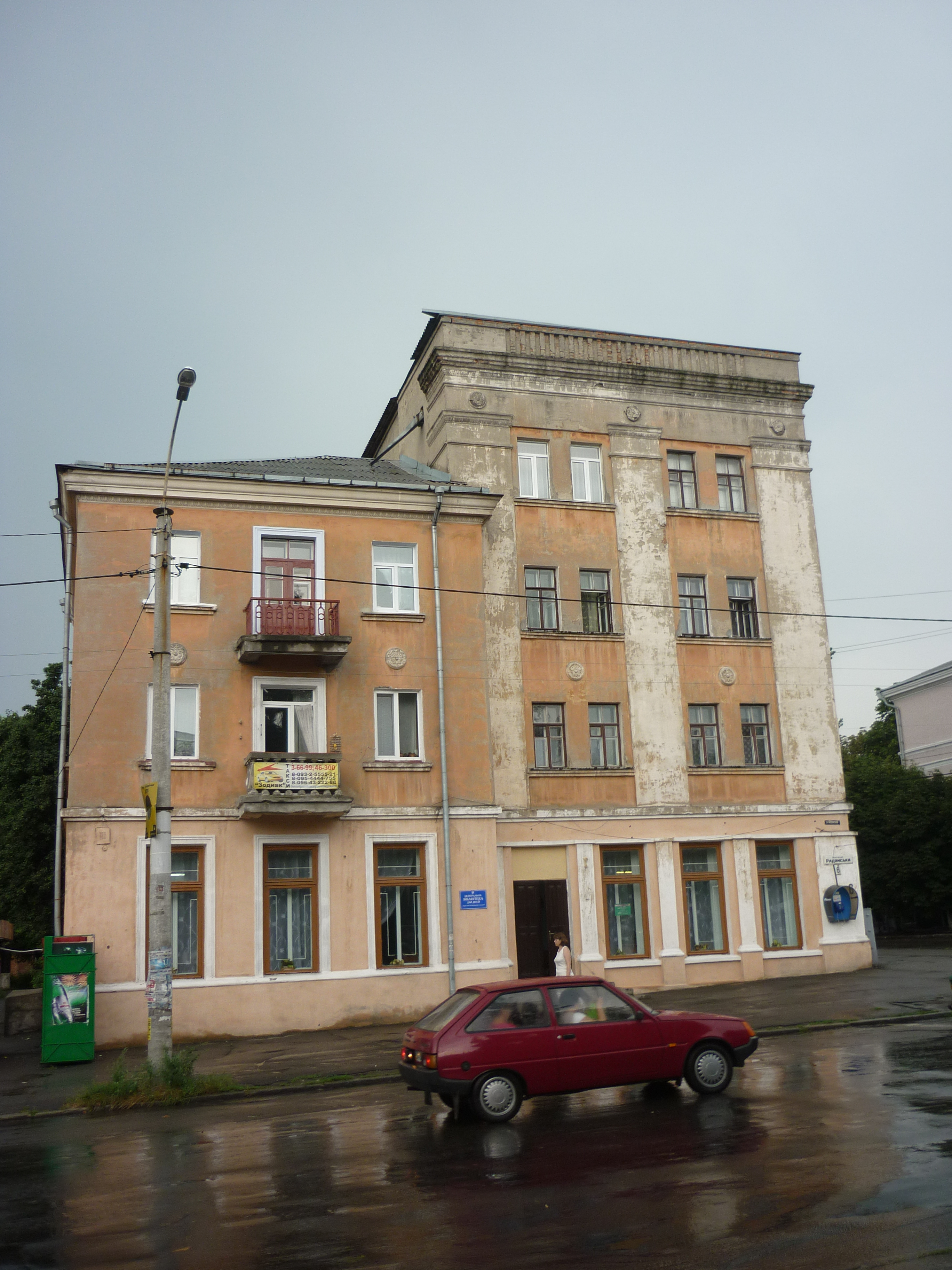
Уманська міська дитяча бібліотека
Уманська швейна фабрика (готель "Лондон" 1901 року)
Уманська швейна фабрика (готель "Бристоль" 1901 року)
Пам'ятник воїнам ДСВ
Уманський гуманітарно-педагогічний коледж
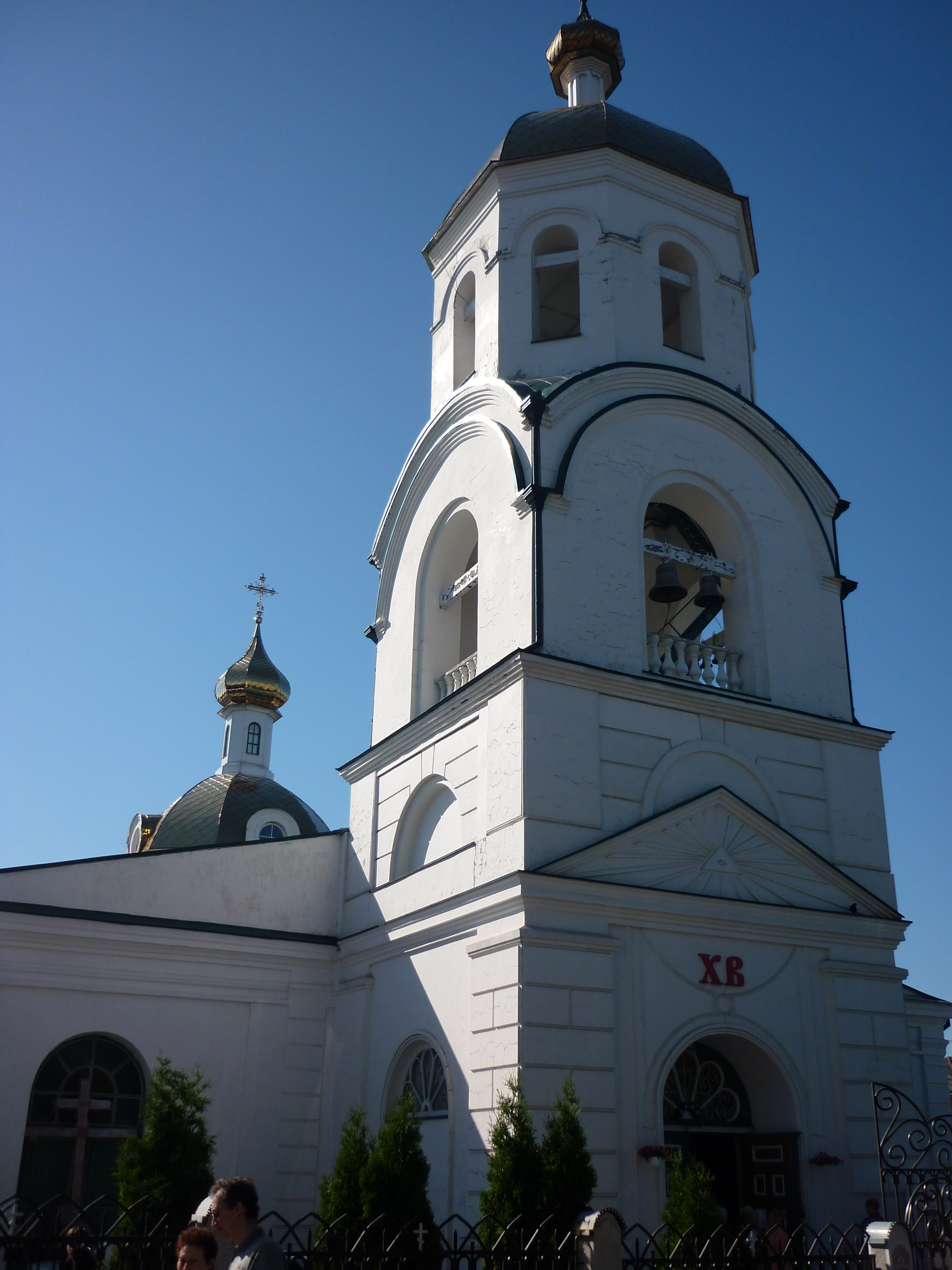
Церква Святого Миколи
Меморіальний комплекс "Вічний вогонь"

| Умань | Це незавершена стаття про Умань. Ви можете допомогти проєкту, виправивши або дописавши її. |